# Ristampa

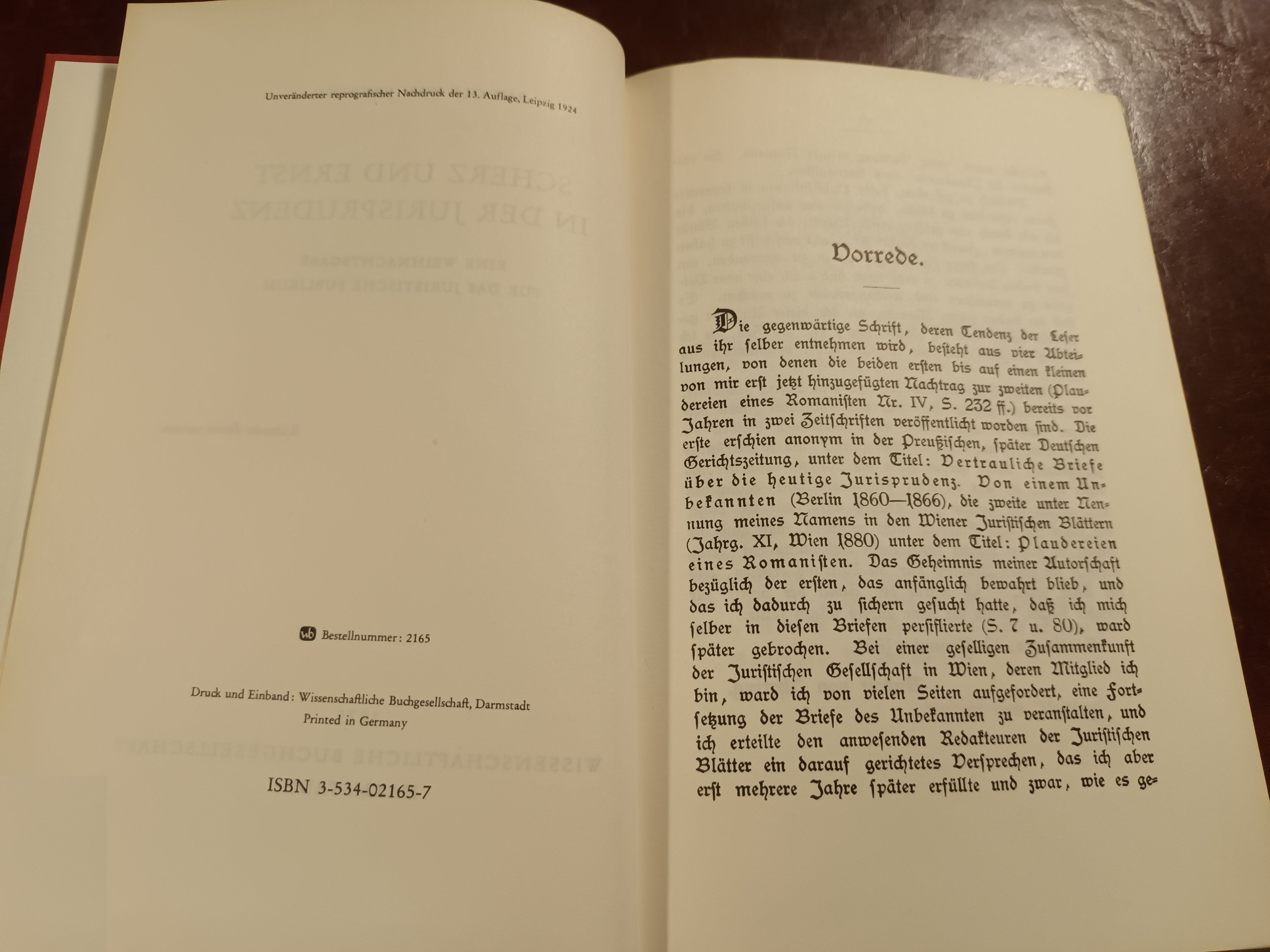
Il libro è una ristampa, come indicato dalla dicitura "Unveränderter japanischer Nachdruck der 11. Auflage, Leipzig 1913" (Ristampa giapponese invariata dell'undicesima edizione, Lipsia 1913) e dal fatto che vi sia scritto "Printed in Germany", suggerendo una riproduzione successiva dell'edizione citata.

Una ristampa è una nuova tiratura di una medesima edizione.

## In campo accademico
In tale ambito, una ristampa è la riproduzione di materiale di solito precedentemente pubblicato su riviste specialistiche (accademiche o scientifiche).
In particolare, le ristampe di riviste scientifiche, tecniche e mediche sono molto diffuse, al fine di generare interesse e consapevolezza in lettori appartenenti a categorie sociali o professionali diverse. Tradizionalmente le ristampe sono decise dall'editore, ma esistono servizi di mediazione fra l'autore e le riviste, che spesso offrono anche servizi di marketing.

## Editoria

### Ristampa
In editoria una ristampa è la produzione di nuove copie di una determinata edizione di un libro da parte dello stesso editore. Può avvenire, ad esempio, per ragioni commerciali, quali l'esaurimento delle scorte di magazzino a fronte di nuove richieste.

La ristampa non è da confondere con la riedizione, che può contenere variazioni nel contenuto e può essere prodotta anche da un altro editore.

### Ristampa anastatica
Consiste nella riproduzione inalterata di un libro antico o di un'opera moderna non più disponibile in commercio o di difficile reperibilità. Il volume prodotto è identico per contenuto: possono cambiare il formato e il tipo di carta impiegata per la stampa. Anche le note tipografiche (anno e luogo di stampa, ecc.) sono quelle del volume che si riproduce, mentre le note editoriali relative al nuovo editore sono poste a parte.
Tecniche
Originariamente veniva impiegata una tecnica foto-litografica: il testo originale veniva fotografato per ottenere una matrice litografica (una lastra in pietra naturale); poi si procedeva alla stampa.
La pietra è poi stata sostituita da altri supporti. Attualmente il sistema, sempre in formato immagine, è per lo più digitale.

## Giochi di carte collezionabili
Nei giochi di carte collezionabili, una ristampa è una carta pubblicata in un set precedente, che viene ripubblicata in una nuova collezione, talvolta con modifiche nella grafica e/o con testi aggiornati o corretti.

## Fumetti
Anche i fumetti, come qualsiasi libro, sono soggetti a ristampa. I fumetti classici possono essere ristampati rielaborando i disegni con tecniche più moderne. 